# Andrea Benetti
Andrea Benetti (ur. 15 stycznia 1964 w Bolonii) – włoski malarz, fotograf i projektant, autor Manifestu Neo Cave Art zaprezentowanego w 2009 roku na 53. Biennale w Wenecji na Uniwersytecie Ca’ Foscari.

## Biografia
Andrea Benetti w 2006 stworzył Manifest Neo Cave Art, który zaprezentował w 2009 roku na 53. Biennale Sztuki w Wenecji na Uniwersytecie Ca’ Foscari.
Jego twórczość inspirowana jest pierwszymi formami sztuki stworzonymi przez człowieka prehistorycznego. Z prac jaskiniowych Benetti zapożyczył ich cechy stylistyczne, tworząc dzieła przepełnione stylizowanymi motywami zoomorficznymi i antropomorficznymi, kształtami geometrycznymi i abstrakcyjnymi, z polami różnych kolorów, tworząc w ten sposób etyczny i filozoficzny pomost między prehistorią a współczesnością. W swoich pracach wykorzystuje barwniki roślinne oraz techniki takie, jak płaskorzeźba i graffiti.
Prace Andrea Benetti znajdują się w głównych krajowych i zagranicznych kolekcjach sztuki (m.in. ONZ, Watykanie i Kwirynale), wśród jego ostatnich wystaw są „Kolory i dźwięki pochodzenia” (Bolonia, Palazzo D. Accursio, 2013), „VR60768 · postać antropomorficzna” (Rzym, Izba Deputowanych, 2015), „Pater Luminum” (Gallipoli, Muzeum Miejskie, 2017) oraz „Oblicza przeciwko przemocy” (Bolonia, Palazzo D’Accursio, 2017).
W 2020 artysta otrzymał „Nagrodę Nettuno” miasta Bolonia.

## Muzea i kolekcje
Prywatne i instytucjonalne muzea i kolekcje sztuki, które nabyły dzieła Andrei Benetti

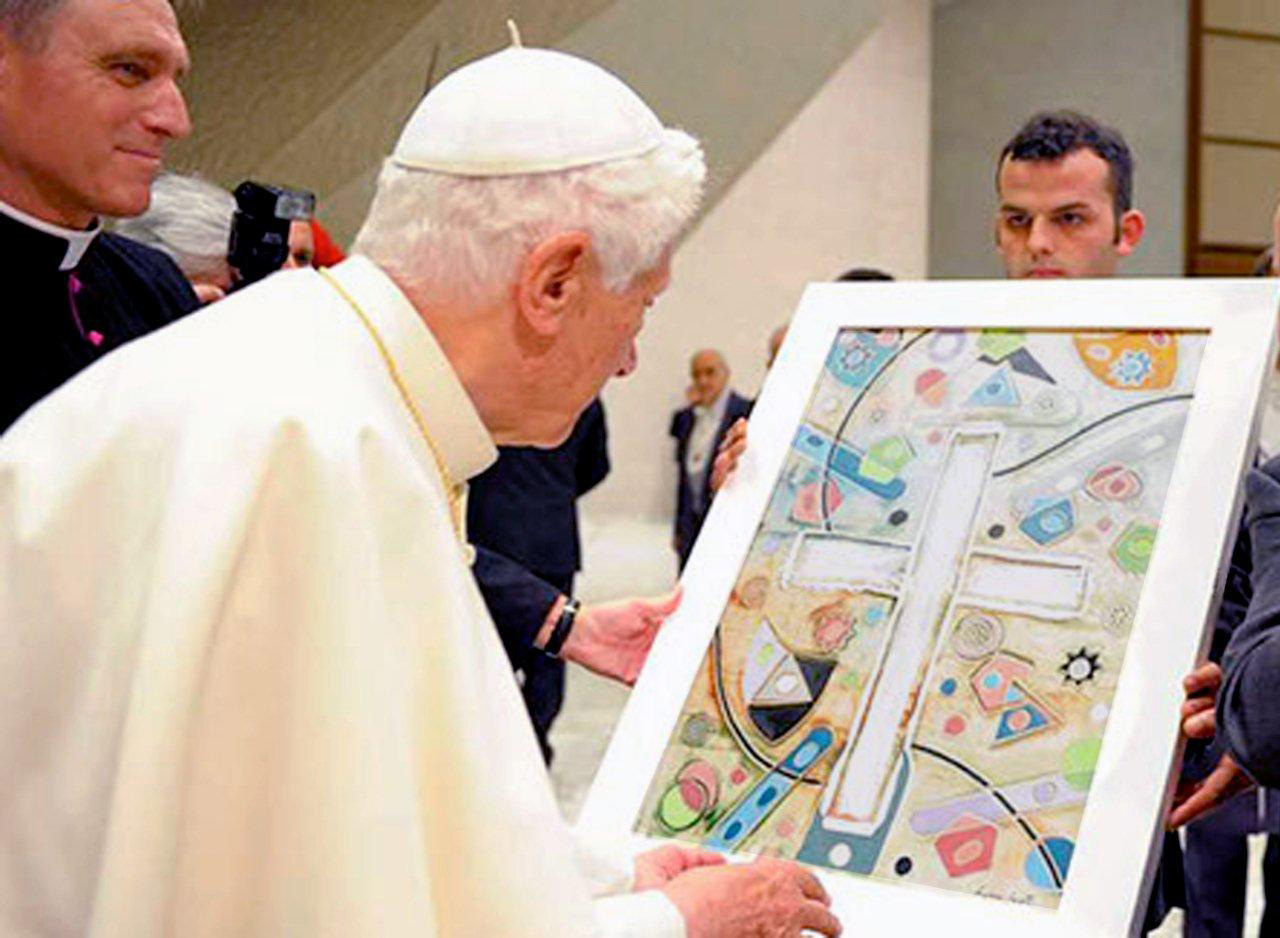
Vaticano, 28/11/12 – Papież Benedykt XVI otrzymuje dzieło Andrea Benetti zatytułowane „Hołd Karolowi Wojtyle”.

- Kolekcja Sztuki ONZ (Nowy Jork, Stany Zjednoczone)[2]
- Kolekcja Sztuki Watykańskiej (Città del Vaticano)[9]
- MACIA – Włoskie Muzeum Sztuki Współczesnej w Ameryce (San José – Kostaryka)[10]
- Kolekcja Sztuki Kwirynalskiej ∙ Włoska Prezydencja Republiki ∙ (Rzym – Włochy)[2]
- Palazzo Montecitorio ∙ Włoski parlament ∙ Izba Deputowanych (Rzym – Włochy)[11]
- Kolekcja Sztuki Uniwersytetu w Ferrarze (Ferrara – Włochy)[12]
- Kolekcja Sztuki Uniwersytetu w Bari (Bari – Włochy)[13]
- Mambo ∙ Muzeum Sztuki Nowoczesnej Bolonia (Bolonia – Włochy)[14]
- Museion ∙ Muzeum Sztuki Nowoczesnej i Współczesnej Bolzano (Bolzano – Włochy)[15]
- CAMeC – Camec ∙ Centrum Sztuki Nowoczesnej i Współczesnej – (La Spezia – Włochy)[16]
- Muzeum FP Michetti (Francavilla al Mare – Włochy)[17]
- Muzeum Sztuki Współczesnej Osvaldo Licini (Ascoli Piceno – Włochy)[18]
- Gmina Lecce Art Collection (Lecce – Włochy)[19]

## Katalogi i książki
- K. H. Keller, G. Rossi, R. Sabatelli: Andrea Benetti and Lanfranco Di Rico – September 2001, Johns Hopkins University, Bologna, 2008, 12 strony[20]
- Various authors: Arte e cultura – Un ponte tra Italia e Costa Rica, I.I.L.A., San Josè, 2008, 98 strony[21]
- Various authors: Natura e sogni – Catalogo del Padiglione della 53. Biennale di Venezia, Umberto Allemandi & C., Venice, 2009, 98 strony[22]
- Various authors: Esplorazione inconsueta all’interno della velocità, Bologna, 2009, 104 strony[23]Rzym, 9 marca 2012 – Kwirynał, Prezydencja Republiki Włoskiej – Andrea Benetti przekazuje pracę nabytą dla Kolekcji Sztuki w Kwirynale.

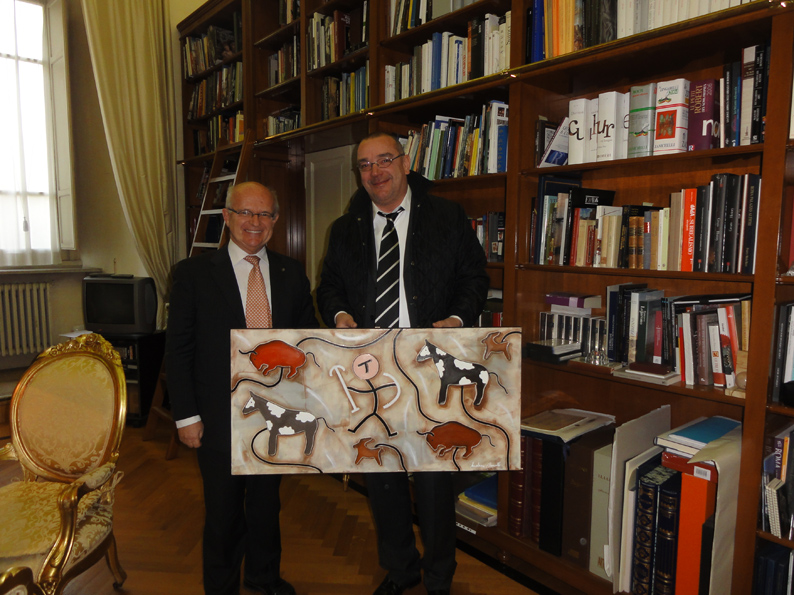
Rzym, 9 marca 2012 – Kwirynał, Prezydencja Republiki Włoskiej – Andrea Benetti przekazuje pracę nabytą dla Kolekcji Sztuki w Kwirynale.

- Andrea Benetti, Gregorio Rossi: Il Manifesto dell’Arte Neorupestre, Umberto Allemandi & C., Venice, 2009, 18 strony[24]
- Carlo Fabrizio Carli: Diorama Italiano – 61º Premio Michetti, Vallecchi, Francavilla a Mare, 2010, 202 strony[25]
- C. Parisot, P. Pensosi: Portraits d’Artistes, Edizioni Casa Modigliani, Roma, 2010, 72 strony
- Simona Gavioli: Andrea Benetti – B. P. Before Present, Media Brain, Bologna, 2009, 52 strony[26]
- Various authors: Andrea Benetti – La pittura Neorupestre, Comune di Castellana Grotte, Castellana Grotte, 2011, 58 strony[27]
- D. Iacuaniello, C. Parisot, G. Rossi: M173 – Tracce apocrife, Istituto Europeo Pegaso, Rome, 2012, 70 strony[28]
- G. Rossi, D. Scarfì: Il simbolismo nella pittura Neorupestre, Mediabrain, Syracuse, 2012, 88 strony[29]
- Andrea Benetti, Silvia Grandi: Colori e suoni delle origini, Qudulibri, Bologna, 2013, 86 strony[30]
- Andrea Benetti, Stefano Papetti: Dalla roccia alla tela – Il travertino nella pittura Neorupestre, Qudulibri, Ascoli P., 2014, 54 strony[31]
- A. Benetti, S. Cassano, D. Coppola, A. F. Uricchio: Colori e suoni delle Origini, Qudulibri, Bari, 2014, 58 strony[32]
- Andrea Benetti, Silvia Grandi: Il colore della luce, Qudulibri, Bologna, 2014, 56 strony[33]
- A. Benetti, S. Grandi, M. Peresani, M. Romandini, G. Virelli: VR60768 – anthropomorphic figure, Qudulibri, Rome, 2015, 80 strony[34]
- Andrea Benetti, Toti Carpentieri: Astrattismo delle origini, Qudulibri, Lecce, 2015, 60 strony[35]
- Various authors: Arte Neorupestre, Monograph, Qudulibri, Bologna, 2015, 208 strony[36]
- Andrea Benetti, Fiorenzo Facchini, Fernando Lanzi, Gioia Lanzi: Signum Crucis, Qudulibri, Bologna, 2016, 42 strony[37]
- A. Benetti – P. Fameli – A. Fiorillo – F. Fontana – M. Peresani – M. Romandini – I. Schipani – U. T. Hohenstein: „preHISTORIA CONTEMPORANEA” Qudulibri, Ferrara, 2016, 64 strony[38]
- A. Benetti – P. Fameli – A. Marrone – M. Ratti: „Omaggio alla pittura Rupestre”, Qudulibri, La Spezia, 2016, 58 strony[39]
- Andrea Benetti – Silvia Grandi: „Volti contro la violenza”, Qudulibri, Bologna, 2017, 40 strony[40]